# Arnaut Daunis
Arnaut Daunis (fl. XIV secolo) è stato un trovatore occitano attivo probabilmente a Tolosa nella prima metà del XIV secolo, attestato come partecipante ai jeux floraux, dove viene candidato per svolgere il ruolo di giudice di un partimen (Pey Trencavel, ab vos vuelh tensonar) composto da Raimon de Cornet e Peire Trencavel d'Albi.